# Сезонна робота
Сезо́нні робо́ти — роботи, які внаслідок природних і кліматичних умов виконуються не цілий рік, а у певний період (сезон). До сезонних робіт належать, наприклад: окремі види робіт на лісозаготівлі, робота на підприємствах рибної, цукрової, консервної промисловості. Повний сезон роботи зараховується в стаж для призначення пенсії за рік роботи.